# 张美铃
张美铃（英語：Cheryl Tiu）是一位菲律宾华人记者，编辑、专栏作家、部落客、珠宝设计。

## 生平
获得馬尼拉雅典耀大學通信技术管理学士学位。曾参与交换生计划，在匈牙利布达佩斯校区和法国昂热校区的商学院各学习了一个学期。2009 年进入哥伦比亚大学新闻学院攻读为期六周的研究生出版课程。毕业后在菲律宾One Mega Group旗下的奢华生活方式杂志《Lifestyle Asia》工作了12年，担任过主编和出版人，组织过不丹王太后的皇家庆典等活动。
此外还定期为美国有线电视新闻网和菲律宾星报撰写专栏。